# 흰꼬리띠양쥐돔
흰꼬리띠양쥐돔(Acanthurus blochii)은 양쥐돔목 양쥐돔과에 속하는 물고기이다. 몸길이는 50cm가 되는 중형어류에 속한다.

## 특징과 먹이
흰꼬리띠양쥐돔은 몸의 전체과 청회색이고 황갈색의 줄무늬가 있다. 눈의 바로 뒷부분에는 눈의 크기와 비슷한 부정형의 노란색 반점도 나있다. 새개막은 검고 미병부의 가시근처는 푸른색이나 검은색이다. 등지머느러미와 뒷지느러미의 기저부가 길며 꼬리지느러미의 기저부분에는 흰띠가 있다. 등지느러미의 극조부와 연조부의 사이에는 결각이 없이 하나로 연결이 되어 있으며 꼬리지느러미의 상하엽이 길게 연장되고 후단은 오목하다. 미병부에는 1개의 칼처럼 날카로운 가시가 나있다. 또한 턱에는 최대 20개의 이빨이 나있으며 몸에는 작은 원린이 나있다. 바닷물고기로서 아름다운 모습을 가지고 있어 관상어로 많이 사육하는 어종이며 아쿠아리움에서도 많이 전시하는 물고기이다. 먹이로는 새우와 같은 갑각류와 해조류를 모두 먹는 잡식성의 어류이다.

## 서식지
흰꼬리띠양쥐돔의 주요서식지로는 인도양(동아프리카)과 서부 태평양이며 수심 0~100m의 산호초나 해조류가 많은 곳에 주로 서식한다.

## 같이 보기
- 양쥐돔목
- 양쥐돔과